# Département Ems-Occidental

Landkarte der Départements in der heutigen Benelux-Region

Das Département de l’Ems-Occidental (deutsch Departement der westlichen Ems; niederländisch Departement van de Wester-Eems) war ein von 1811 bis 1813 zum französischen Staat gehörendes Département. Es war nach dem Fluss Ems benannt.

## Geschichte
Vor 1790 gehörte das Gebiet des Departements zu der historischen Provinz Groningen und der Landschaft Drenthe der Republik der Vereinigten Niederlande. Im Zusammenhang mit der Revolution in Frankreich (1789) und dem ersten Revolutionskrieg (1792–1797) war 1795 in den nördlichen Niederlanden die Batavische Republik entstanden. 1806 ging diese in das Königreich Holland auf, das von Napoleons Bruder Louis Bonaparte regiert wurde. Nachdem Louis im Juli 1810 abdankte wurde das Territorium in das Französische Kaiserreich eingegliedert.
Zum 1. Januar 1811 erfolgte eine Neueinteilung der vorherigen holländischen Departements und eine Angleichung an die französische Verwaltungsgliederung. Das Verwaltungsgebiet des Departements der westlichen Ems war eine Zusammenfassung der vorherigen holländischen Departments Groningen und Drenthe.
Vorübergehend, vom 1. Januar bis zum 27. April 1811, war auch das Arrondissement Neuenhaus Teil des Departments der westlichen Ems, es wechselte dann zum neuen Departement der Lippe, das zu den Hanseatischen Departements gehörte.
Entsprechend der französischen Verwaltungsgliederung war das Departement in Arrondissements, Kantone und Gemeinden untergliedert. Die Kantone waren zugleich Friedensgerichtsbezirke.
Nach der Niederlage Napoleons in der Völkerschlacht bei Leipzig (Oktober 1813) kam das Land im Dezember 1813 in den Besitz von Wilhelm von Oranien-Nassau. Aufgrund der auf dem Wiener Kongress (Juni 1815) getroffenen Vereinbarungen wurde das Gebiet dem neuen Königreich der Niederlande zugeordnet. Im August 1815 wurde dieses in Provinzen eingeteilt, aus dem Departement der westlichen Ems entstanden die heutigen Provinzen Groningen und Drenthe. Der Kanton Jemgum und ein Großteil des Kantons Weener kamen zum Königreich Hannover und gehören heute zu Niedersachsen.

## Gliederung
Hauptort (chef-lieu) des Departements bzw. Sitz der Präfektur war die Stadt Groningen. Es war in vier Arrondissements und 17 Kantone eingeteilt:
Vom 1. Januar 1811 bis zum 27. April 1811 gehörte das Arrondissement Neuenhaus dazu.
| Arrondissement             | Hauptorte der Kantone, Sitz der Friedensgerichte    |
| -------------------------- | --------------------------------------------------- |
| Groningen (Groningue)      | Groningen (zwei Kantone), Hoogezand, Leek, Zuidhorn |
| Appingedam                 | Appingedam, Loppersum, Middelstum, Winsum           |
| Assen                      | Assen, Dalen, Hoogeveen, Meppel                     |
| Winschoten                 | Jemgum, Wedde, Weener, Winschoten                   |
| Von Januar bis April 1811: |                                                     |
| Neuenhaus                  | Emlichheim, Heede, Neuenhaus, Nordhorn, Wesuwe.     |

Das Departement hatte im Jahr 1812 insgesamt 191.100 Einwohner.